# Такач, Доминик
До́миник Та́кач (словац. Dominik Takáč; род. 21 января 1999, Галанта, Трнавский край) — словацкий футболист, вратарь братиславского «Слована».

## Клубная карьера
Такач — воспитанник клубов «Слован» и трнавского «Спартака». 24 мая 2019 года в матче против «Тренчина» он дебютировал в чемпионата Словакии в составе последнего. В составе клуба Доминик дважды выиграл Кубок Словакии. В 2020 году Такач на правах аренды перешёл в «Петржалка». 1 августа в матче против «Скалицы» он дебютировал во Втором дивизионе Словакии. По окончании аренды игрок вернулся в «Спартак». 

## Достижения
Клубные
 «Спартак» (Трнава)
- Обладатель Кубка Словакии (2) — 2021/2022, 2022, 2023